# Clovia nox
Clovia nox är en insektsart som beskrevs av Schmidt 1922. Clovia nox ingår i släktet Clovia och familjen spottstritar. Inga underarter finns listade i Catalogue of Life.